# Meksička lepezasta palma
Meksička lepezasta palma (lat. Washingtonia robusta) vrsta je vrlo visoke palme te je zbog toga ponegdje zovu i "nebeska četka" Potječe sa sjevera poluotoka Baja California u Meksiku. Manje je otporna od Washingtonije filifere i izdržava niske temperature do -9C. Listovi na naličju baze imaju svjetlozlatnu do smeđu pjegu a peteljke imaju bodlje od rane mladosti. Listovi W. robuste su kompaktnije skupljeni u krošnji i tvrđi nego kod W. filifere te tek na krajevima savijeni s koncima koji nakon određenog vremena otpadaju. Stablo je zamjetno uže nego kod filifere i jače prošireno pri osnovi. Naraste do impozantne visine od 30 m te se mnogo koristi za drvorede u Kaliforniji. U Hrvatskoj je slabo raširena, tek ponegdje se može naći i to u malim količinama. Zbog svoje nešto niže otpornosti nije ju preporučljivo saditi u hladnijim dijelovima jadranske obale kao što je npr. Istra. Najpogodnija je za srednju i južnu Dalmaciju te otoke.

## Opis
Meksička lepezasta palma je brzorastuća vrsta koja može doseći visinu od 70 do 100 stopa, što je čini previsokom za tipične stambene krajolike. Porijeklom je iz sjevernog Meksika, ali dobro raste na Floridi, otporan je do oko 20°F (-6) ili USDA zone otpornosti 9A. Ova vrsta lako hibridizira s blisko srodnom kalifornijskom lepezastom palmom (Washingtonia filifera), nižom, zdepastijom vrstom koja je slabo prilagođena klimi Floride. Meksičke lepezaste palme dobro rastu na raznim tlima na Floridi, ali zahtijevaju dobru drenažu. Iako se smatra pustinjskom palmom, porijeklom je iz područja sa stalnom površinskom ili podzemnom vodom i stoga nije toliko tolerantna na sušu kao što bi se moglo očekivati.
Listovi meksičke lepezaste palme su u obliku lepeze, široki oko 3 do 5 stopa i imaju oštro nazubljene peteljke duge oko 4 do 6 stopa. Listovi su rascijepljeni i crvenkastosmeđe boje. Zdravi primjerci imat će pune, zaobljene krošnje s najmanje 30 listova, ali nedostatak kalija (K) obično smanjuje broj listova na polovicu ili manje od tog broja. Mogu dati do 50 listova godišnje. Na Floridi će mlade meksičke lepezaste palme zadržati svoje staro lišće (ili staru bazu lišća ako je lišće odrezano) nekoliko godina, što će rezultirati rubom starog osušenog lišća koji visi oko debla. Kad palme dosegnu visinu od oko 30 stopa, obično odbace svoje staro lišće ili bazu lišća u roku od godinu ili dvije. Nakon što se to dogodi, ove palme u biti postaju "samočisteće" i ne zahtijevaju ručno uklanjanje starog lišća. Debla ove vrste su crvenkastosmeđe boje, ali s vremenom postaju svijetlosiva. Sužavaju se od promjera od gotovo 2 stope u podnožju do samo 8 inča pri vrhu kod starijih primjeraka. Iako palme općenito bolje podnose uragane nego lisnato drveće, meksičke lepezaste palme sklonije su pucanju ili iščupavanju tijekom jakih oluja nego druge vrste palmi.

## Vanjske poveznice
- http://www.pacsoa.org.au/palms/Washingtonia/robusta.html  Arhivirana inačica izvorne stranice od 21. veljače 2007. (Wayback Machine)
- http://www.floridata.com/ref/w/wash_rob.cfm
- http://www.france-palmier.com/especes-rustiques/washingtonia-robusta.htm
- http://www.hear.org/starr/hiplants/images/thumbnails/html/washingtonia_robusta.htm  Arhivirana inačica izvorne stranice od 17. travnja 2007. (Wayback Machine)
- http://www.dipbot.unict.it/orto/0099-1.html  Arhivirana inačica izvorne stranice od 3. veljače 2007. (Wayback Machine)
- http://cals.arizona.edu/pima/gardening/aridplants/Washingtonia_robusta.html  Arhivirana inačica izvorne stranice od 3. veljače 2007. (Wayback Machine)
- http://www.arbolesornamentales.com/Washingtoniarobusta.htm